# Ivan Della Valle
Ivan Della Valle (Turin, 4 décembre 1974) est un homme politique italien.

## Biographie
En 2013, il est élu député de la circonscription Piémont 1 pour le Mouvement 5 étoiles.